# William Edward Boeing

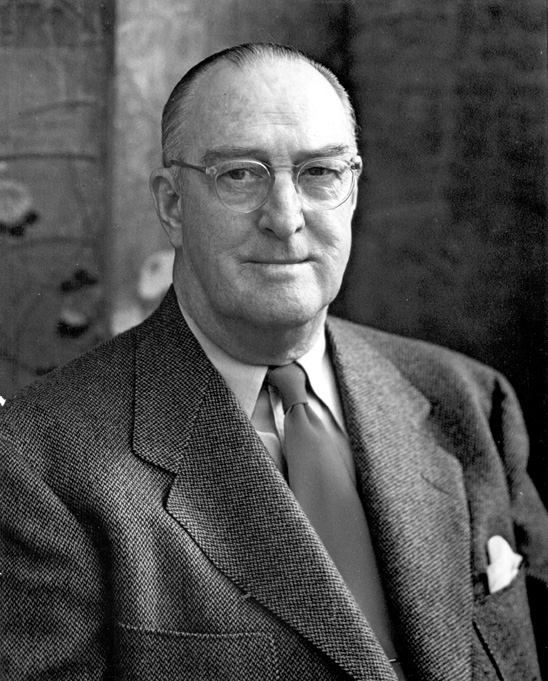
William Boeing.

William Edward Boeing, född 1 oktober 1881 i Detroit, Michigan, död 28 september 1956 i Seattle, Washington, var en amerikansk företagare och grundare av företaget Boeing. 
William Boeing var son  till den tyske bergsingenjören Wilhelm Böing (1846-1890) och hans hustru Marie Ortmann. Wilhelm Böing utvandrade till USA 1868, då han var 22 år gammal. Släkten kom från den tyska staden Hohenlimburg. I USA ändrade han  stavningen på efternamnet till Boeing för att göra det lättare att uttala på engelska.
1916 startade William Boeing tillsammans med George Conrad Westervelt företaget Pacific Aero Products. När USA trädde in i första världskriget i april 1917 ändrades namnet till Boeing Airplane Company och fick en order från United States Navy på 50 plan. Vid slutet av kriget började Boeing koncentrera sig på kommersiell trafik. Han säkrade ett kontrakt för flygpost och byggde upp en framgångsrik flygpostsorganisation. 1934 anklagade den amerikanska regeringen Boeing för brott mot monopollagarna. Han beordrades att splittra företaget i tre delar: United Aircraft Corporation, Boeing Airplane Company och United Air Lines. Boeing drog sig tillbaka samma år och ägnade sig istället åt hästuppfödning. Boeing Airplane var redan ett stort företag, men det var först i samband med andra världskriget som det växte till en av världens största flygplanstillverkare.
William Boeing dog 1956, några dagar före sin 75-årsdag. Han dödförklarades på Seattle Yacht Club efter en hjärtattack ombord på sin jakt.